# 熊沢学
熊沢 学（くまざわ がく、1996年〈平成8年〉12月21日 - ）は、日本の俳優、モデル。東京都出身。ジャパン・ミュージックエンターテインメント所属。GAKU名義での出演もある。

## 来歴
2016年からダンス＆ボーカルグループ『BANQUET』RAP担当として活動。
2019年、福岡ソフトバンクホークス タカガールコレクションモデル出演、ZOZOTOWN wearモデル。
2020年、俳優を目指すため『BANQUET』脱退。12月、ミュージカル『新テニスの王子様 』The First Stageに橘桔平役で出演。以降、舞台を中心に活動。

## 人物
- 趣味は筋トレ、料理[6]。
- 特技は一発ギャグ、テニス、ダンス[6]、剣道、スキー、バルーンアート、絵、英会話[2]。

## 出演

### 舞台
- ミュージカル『新テニスの王子様』The First Stage （2020年12月12日 - 2021年2月14日、日本青年館ホール 他）- 橘桔平 役[3]
- ミュージカル『テニスの王子様』4thシーズン - 橘桔平 役
  - 青学vs不動峰（2021年7月9日 -  8月29日、TOKYO DOME CITY HALL 他）[7]
  - 青学vs聖ルドルフ・山吹（2022年7月5日 - 8月28日、日本青年館ホール 他）[8]※一部公演中止[注 1]
  - Revolution Live 2022（2022年10月6日 - 10日、幕張メッセ 幕張イベントホール）[12]
  - 秋の合同大運動会2023（2023年11月14日・15日、有明アリーナ）[13]
  - 青学vs比嘉（2025年1月11日 - 2月15日、日本青年館ホール 他）[14]
- 舞台『水月鏡花 -竜馬夢双-』（2021年12月8日 - 12日、六行会ホール）- 中岡慎太郎 役[15][4]
- シチュエーション朗読劇『Love o nRide～通勤彼氏』新春“恋愛成就”スペシャルバージョン（2022年1月8日・9日、浅草花劇場）[16]
- 舞台『BASARA』（2022年1月13日 - 23日、シアターサンモール）- 座木 役（Wキャスト）[17]※一部公演中止[注 2]
- 舞台『花嫁は雨の旋律』（2022年4月6日 - 4月10日、六行会ホール）- 和樹 役[19]
- ちびまる子ちゃん THE STAGE『はいすくーるでいず』（2022年12月15日 - 25日、天王洲 銀河劇場） -  杉山さとし 役[20][5]
- 舞台『勤人（リーマン）落語V』（2023年3月8日 - 10日、東京カルチャーカルチャー）[21]
- 劇団『ハイキュー!!』旗揚げ公演（2023年8月19日 - 27日、品川プリンスホテル ステラボール） - 田中龍之介 役[22]
  - 劇団『ハイキュー!!』“出逢い”（2025年5月17日 - 25日、品川プリンスホテル ステラボール / 5月30日 - 6月1日、COOL JAPAN PARK OSAKA WWホール）[23]
- 舞台『呪術廻戦』-京都姉妹校交流会・起首雷同-（2023年12月15日 - 2024年1月14日、天王洲 銀河劇場 他） - 伏黒恵 役[注 3]
- 舞台「弱虫ペダル」Over the sweat and tears（2024年8月31日 - 9月8日、シアターH） - 井尾谷諒 役[25]
- 舞台『お暇をどうぞ』（2024年11月14日 - 12月1日、シアターサンモール）[26][27]

### テレビドラマ
- NHKスペシャル『アナウンサーたちの戦争』（2023年8月14日、NHK総合）- 出陣学徒 上山 役[28][29]

### イベント
- 釣本南 TRMT ICECREAM "31" Anniversary 1st/2nd（2021年5月22日、渋谷シダックス カルチャーホール）- ゲスト出演
- AVEST -単独定期LIVE Vol.3- Nao Birthday Party（2021年12月22日、下北沢シャングリラ）- ゲスト出演[30]